# Andriej Simonow
Andriej Dmitrijewicz Simonow (ros. Андрей Дмитриевич Симонов; ur. 29 czerwca 1966 w Baranowce, zm. 30 kwietnia 2022 pod Iziumem) – rosyjski generał major, uczestnik rosyjskiej inwazji na Ukrainę w 2022 roku.

## Życiorys
Urodził się 29 czerwca 1966 we wsi Baranowka w obwodzie kirowskim. W 1987 ukończył Wyższą Wojskową Szkołę Dowodzenia Łączności w Tomsku. W 2000 ukończył Akademię Wojskową im. Michaiła Frunzego, a w 2010 Wojskową Akademię Sztabu Generalnego Sił Zbrojnych Federacji Rosyjskiej. Od 2014 był zastępcą szefa Oddziałów Walki Elektronicznej Sił Zbrojnych Rosji. Uważany był za czołowego specjalistę od wojny elektronicznej w rosyjskiej armii.
1 maja 2022 doradca Szefa Kancelarii Prezydenta Ukrainy ds. komunikacji strategicznej w dziedzinie bezpieczeństwa narodowego i obrony Ołeksij Arestowycz poinformował, że generał Andriej Simonow zginął w trakcie rosyjskiej inwazji na Ukrainę w pobliżu miasta Izium.